# Tracciolino
Il Tracciolino (o Trecciolino) è un sentiero pedonale e ciclabile che si snoda per circa 12 km, ad una quota costante di circa 912 metri s.l.m., dalla Val Codera alla Val dei Ratti, nei comuni di Novate Mezzola e Verceia.

## Storia
Già negli anni venti del XX secolo, su iniziativa del parroco don Milani, fu costruita una centralina per fornire di energia elettrica il borgo di Codera, convogliando le  acque del torrente omonimo in un piccolo sbarramento, e distribuendo l'energia ai soci della Società Elettrica Codera.
Il Tracciolino venne costruito tra il 1934 e il 1936 dalla ditta Sondel per realizzare i collegamenti e gli impianti di due piccole dighe: la presa idroelettrica di Saline in val Codera e la diga di Moledana in valle dei Ratti, che alimentano la centrale di Campo di Mezzola dove sono installate due turbine Pelton da 37 MW. 
Lungo una parte del tracciato si trovano ancora in sito i binari della ferrovia a scartamento ridotto per il trasporto dei materiali, dall'arrivo del piano inclinato in località Motta, dove si trovava il villaggio costruito per ospitare gli operai, alla diga di Moledana. . 

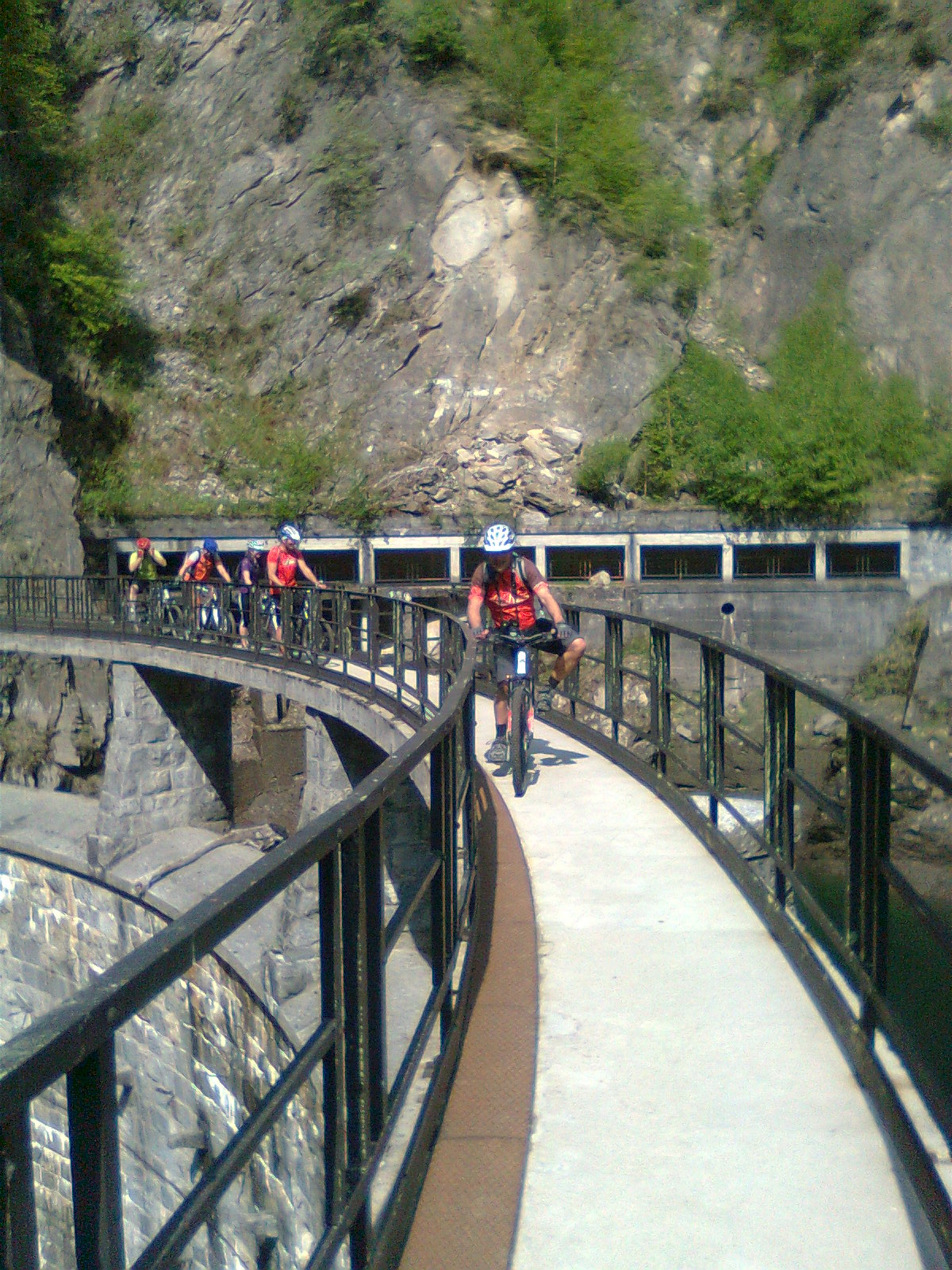
La diga di Moledana

## Descrizione
Il percorso è adatto a tutti avendo un’altitudine costante, offre magnifici panorami sui monti e il fondovalle con il lago di Mezzola. Realizzato lungo versanti veramente scoscesi è in parte scavato nella roccia, con una decina di gallerie di cui una lunga 250 m., ponti e passaggi spettacolari. Messo completamente in sicurezza ha un buon fondo, ed è largo almeno 170 cm. Nei pressi di Codera il tracciato è bloccato da parecchi anni a causa di una frana; si può dunque arrivare a Codera solo deviando su sentiero per Cii.